# Bambusinae
Bambusinae Presl., 1830 è una sottotribù di bambù appartenente alla famiglia delle Poacee (sottofamiglia Bambusoideae, tribù Bambuseae).

## Etimologia
Il nome della sottotribù deriva dal suo genere tipo Bambusa Schreb., 1789 la cui etimologia fa riferimento ad un nome vernacolare malese.
Il nome scientifico della sottotribù è stato definito dal botanico ceco Jan Svatopluk Presl (Praga, 4 settembre 1791 – Praga, 6 aprile 1849) nella pubblicazione "Reliquiae Haenkeanae - 1(4-5): 256." del 1830.

## Descrizione

### Portamento

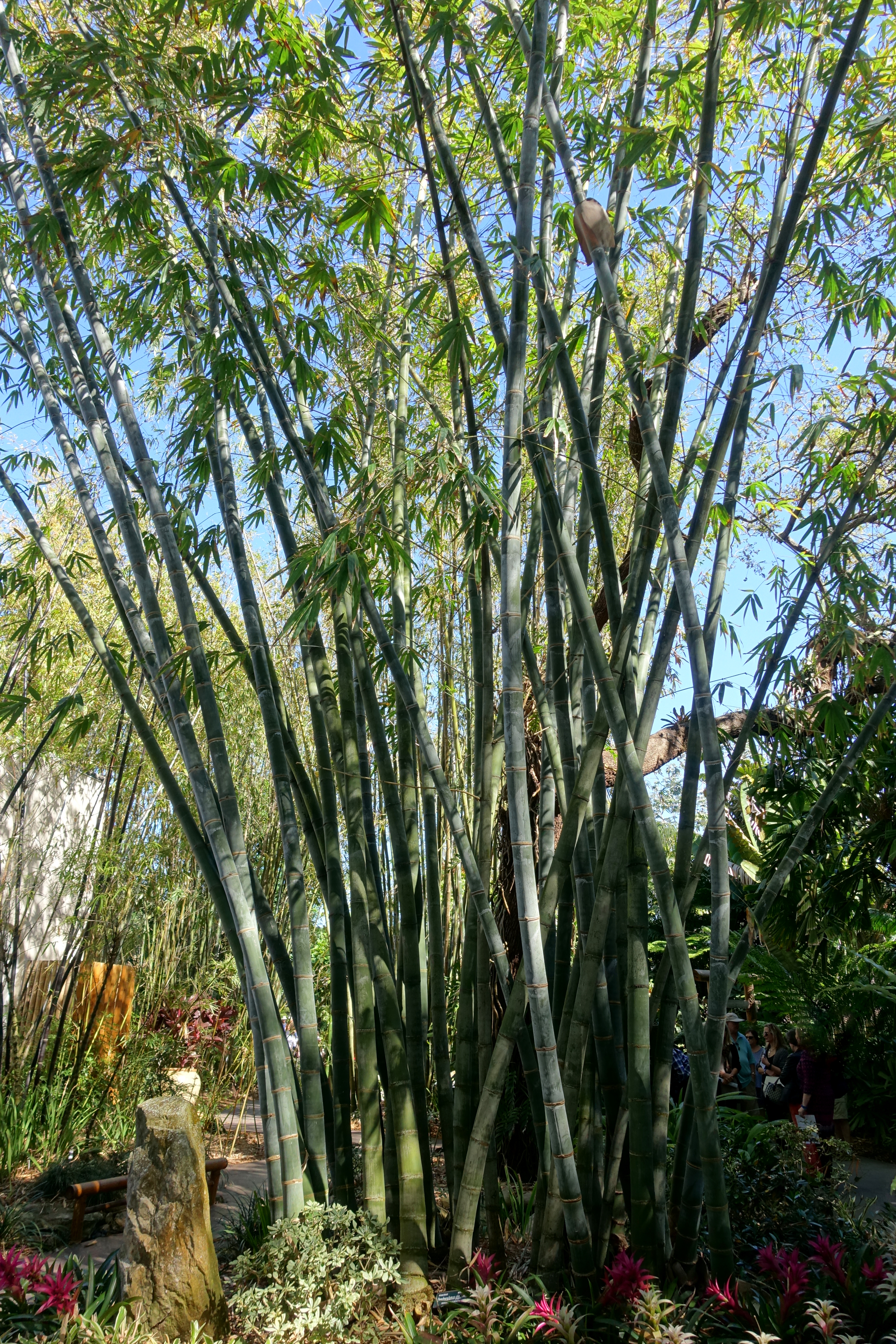
Il portamento
Dendrocalamus giganteus

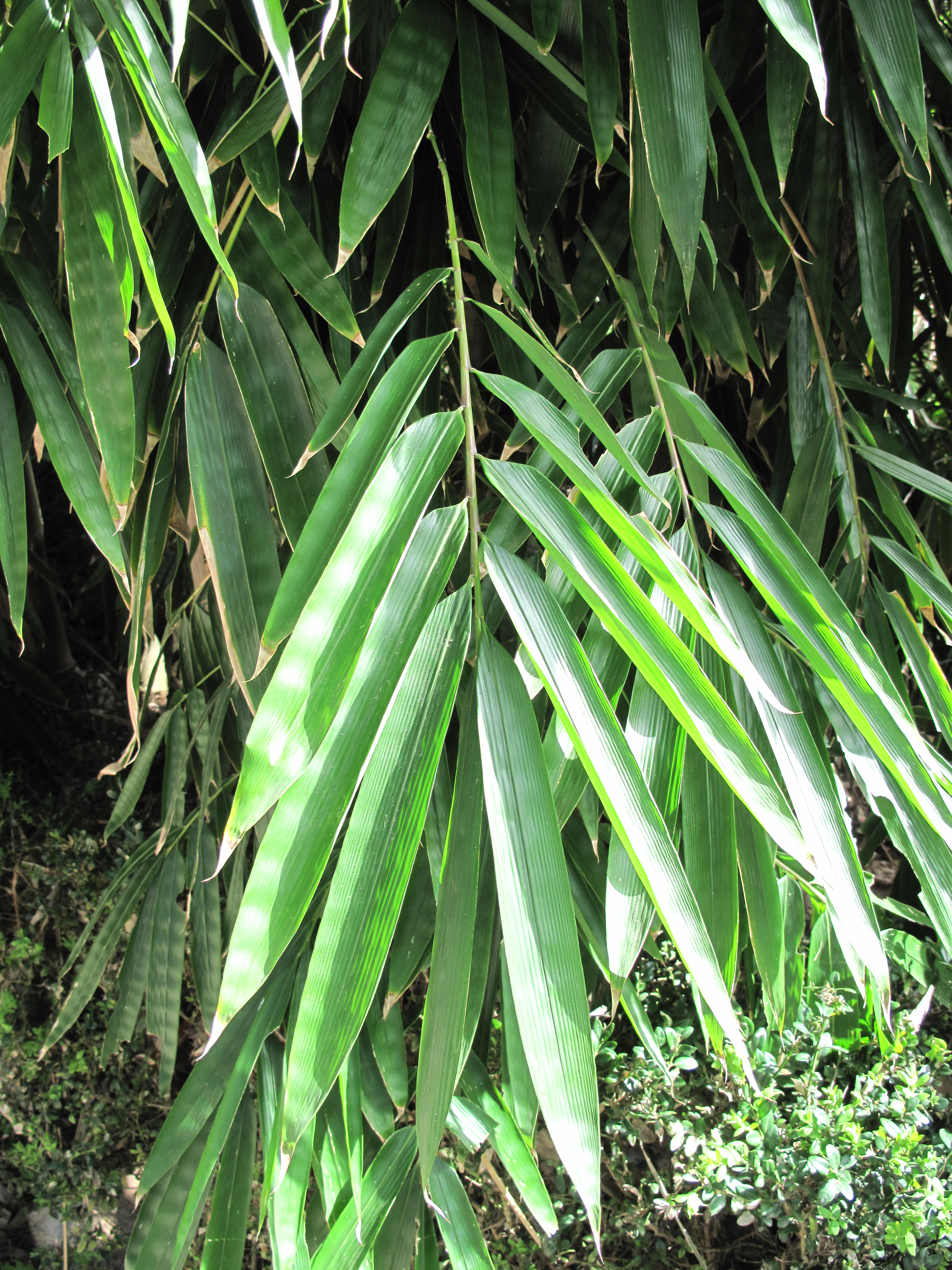
Le foglie
Dendrocalamus asper

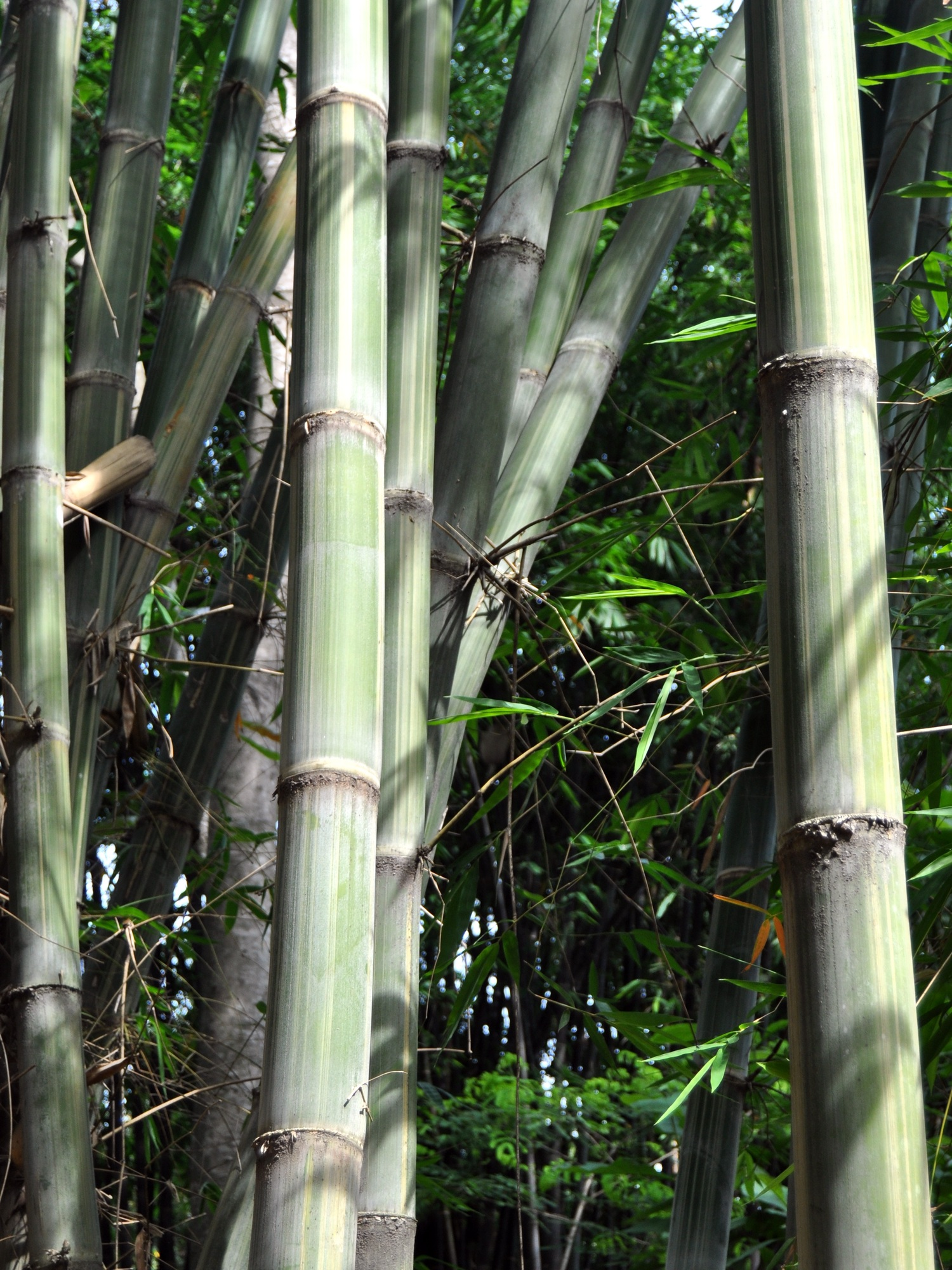
Il culmo
Gigantochloa verticillata

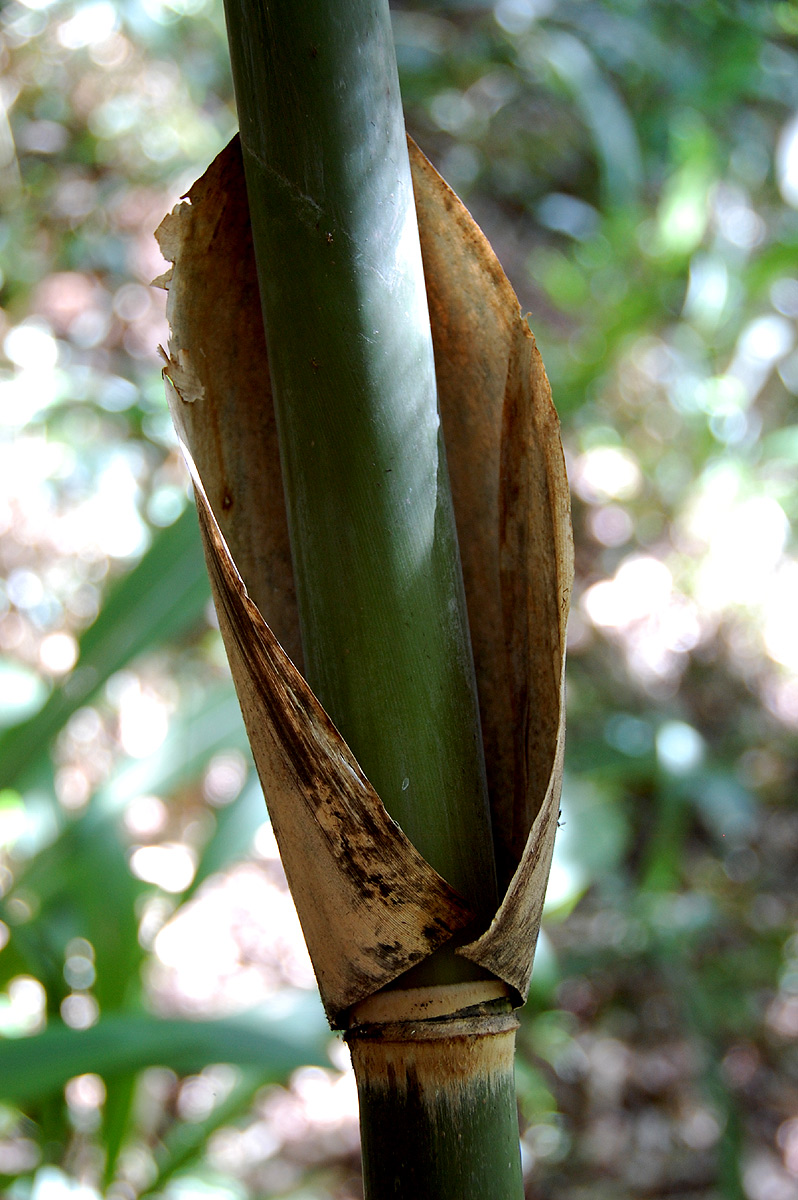
La guaina
Oreobambos buchwaldii

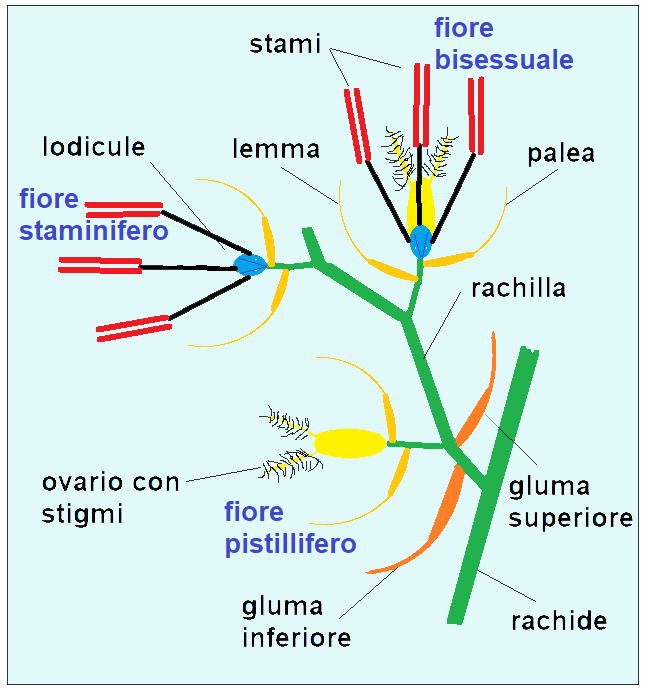
Spighetta generica con tre fiori diversi

Il portamento delle specie di questa sottotribù è arbustivo, eretto, occasionalmente è cespuglioso o rampicante. In genere questi bambù sono mono-cespitosi. In Bonia i bambù sono rampicanti a forma di ciuffo, e sono di piccole e medie dimensioni.
- Radici: le radici in genere sono del tipo fascicolato derivate da rizomi a collo corto (pachimorfi).
- Culmi: i culmi sono legnosi, simpodiali alla base.
- Nodi: i nodi non sono gonfi, a volte sono quasi solidi e leggermente prominenti; in Maclurochloa sotto ogni nodo è presente una folta fascia di capelli bianchi e argentati.
- Internodi: gli internodi sono affusolati, vuoti o solidi; in Gigantochloa negli internodi, verdi inizialmente, sono presenti delle strisce gialle longitudinali.
- Ramificazione: per ogni nodo sono presenti molti rami (con 1 - 3 rami dominanti), o pochi rami a seconda della specie. I rami, in genere, sono derivati da una singola gemma.

### Foglie
Le foglie lungo il culmo sono disposte in modo alterno, sono distiche e si originano dai vari nodi. Sono composte da una guaina, una ligula e una lamina. Le venature sono parallelinervie (quelle trasversali sono poco visibili) e normalmente non sono tessellate. 
- Foglie del culmo: le guaine (a volte coriacee, altre pelose e larghe) sono decidue o persistenti, con o senza padiglioni auricolari, e margini fimbriati. In alcune specie le basi delle guaine sono rugose. Le ligule in genere sono brevi, oppure (in alcune specie) vistose. Le lamine delle foglie sono erette o riflesse (a volte sono erette alla base e riflesse in alto) con forme da lanceolate a lanceolato-lineari; in alcune specie terminano in modo apicolato. In Pseudoxytenanthera il portamento delle lamine è orizzontale.
- Foglie del fogliame: le guaine sono provviste o prive di padiglioni auricolari e possono essere o no fimbriate. Nelle specie di questo gruppo le lamine del fogliame sono grandi. La superficie adassiale può (oppure no) contenere degli stomi.

### Fiori
I fiori fertili sono attinomorfi formati da 3 verticilli: perianzio ridotto, androceo  e gineceo.
- Formula fiorale:[6]

- , P 2, A (1-)3(-6), G (2–3) supero, cariosside.

- Il perianzio è ridotto e formato da due o tre (o nessuna) lodicule, delle squame, poco visibili (forse relitto di un verticillo di 3 sepali).
- L'androceo è composto da 6 stami ognuno con un breve filamento libero (in Gigantochloa, Pseudoxytenanthera e Oxytenanthera i filamenti degli stami sono fusi insieme), una antera e due teche. Le antere, a volte apicolate, sono basifisse con deiscenza laterale. Il polline è monoporato.
- Il gineceo è composto da 3-(2) carpelli connati formanti un ovario supero. L'ovario, glabro (ma con apice pubescente) e portato su un gambo, ha un solo loculo con un solo ovulo subapicale (o quasi basale). L'ovulo è anfitropo e semianatropo e tenuinucellato o crassinucellato. Lo stilo, è unico (corto, o ridotto) con tre stigmi (1 o 2 in Pseudoxytenanthera) piumosi e pelosi.
- Infiorescenza principale (sinfiorescenza o semplicemente spiga): le infiorescenze sono per lo più ramificate (in Melocalamus non sono ramificate) ed hanno la forma di una grande pannocchia aperta. Le spighette, sessili o pedicellate, sono disposte in grappoli ai nodi e sottese da alcune brattee (ampi profilli doppiamente carenati oppure a singola carena). In alcune specie l'infiorescenza non è ramificata ed è sottesa da una brattea e un profillo. In questa tribù sono presenti delle pseudospighette con 2 o più fiori. Le pseudospighette si formano quando il tessuto meristematico del ramo cessa di produrre foglie normali e incomincia a produrre un insieme di brattee, alcune delle quali hanno dei boccioli germinali nelle loro ascelle che poi alla fine iniziano a produrre fiori.[13]
- Infiorescenza secondaria (o spighetta, o pseudospighetta): le spighette sono formate da alcuni fiori (fino a 9 più alcuni fiori ridotti, in Vietnamosasa) sottesi da due brattee chiamate glume (inferiore e superiore). Le spighette possono terminare all'apice con un fiore sterile (a volte quello prossimale è sterile, mentre è fertile quello distale). Alla base di ogni fiore sono presenti due brattee: la palea e il lemma. La disarticolazione avviene nei nodi della rachilla (ma non in tutti i generi). Talvolta la rachilla presenta una estensione con 1 - 3 fiori rudimentali.

- Glume: a volte le glume sono da 3 a 6; le forme possono essere anche orbicolari, oppure con apici ottusi. Alcune glume possono essere ispide.
- Lemma: i lemmi sono ampi con molte venature; all'apice possono avere un lungo mucrone. In Oreobambos la forma è ovata, con margini contorti e apice ottuso.
- Plaea: le palee sono doppiamente carenate con apici acuti o brevemente bifidi. In genere sono più corte dei lemmi (in Pseudobambusa sono più lunghe dei lemmi) e a consistenza membranosa. In Thyrsostachys le palee dei fiori inferiori sono profondamente divise in due (bifide).

### Frutti
I frutti sono del tipo cariosside, ossia sono dei piccoli chicchi indeiscenti, affusolati con apice peloso o sferici, nei quali il pericarpo è formato da una parete che circonda il singolo seme. In particolare il pericarpo, carnoso e succulento, è fuso al seme ed è aderente (in Pseudoxytenanthera è libero dal rivestimento del seme). L'endocarpo non è indurito e l'ilo è lungo e lineare. L'embrione è provvisto di epiblasto. I margini embrionali della foglia si sovrappongono. La fessura scutellare è assente.

## Biologia
In generale nelle erbe delle Poaceae la fecondazione avviene fondamentalmente tramite l'impollinazione dei fiori per via  anemogama. Gli stigmi piumosi sono una caratteristica importante per catturare meglio il polline aereo.
I semi cadendo a terra, dopo aver eventualmente percorso alcuni metri a causa del vento (dispersione anemocora) sono dispersi soprattutto da insetti tipo formiche (mirmecoria).

## Distribuzione e habitat
La distribuzione delle specie di questa sottotribù è asiatica, soprattutto est-asiatica e cinese con habitat tropicali e subtropicali.

## Tassonomia
La famiglia delle Poacee comprende circa 800 generi e oltre 9.000 specie. È una delle famiglie più numerose e più importanti del gruppo delle monocotiledoni. La famiglia è suddivisa in 12 sottofamiglie. La sottotribù Bambusinae fa della sottofamiglia Bambusoideae, tribù Bambuseae.

### Generi
La sottotribù si compone di 19 generi e 350 specie:
- Bambusa Schreb. (156 specie)
- Bonia Balansa (5 spp.)
- Cochinchinochloa H.N.Nguyen & V.T.Tran (1 sp.)
- Dendrocalamus Nees (73 spp.)
- Fimbribambusa Widjaja (4 spp.)
- Gigantochloa Kurz ex Munro (67 spp.)
- Laobambos Haev., Lamxay & D.Z.Li (1 sp.)
- Maclurochloa K.M.Wong (4 spp.)
- Melocalamus Benth. (19 spp.)
- Neomicrocalamus Keng f. (3 spp.)
- Oreobambos K.Schum. (1 sp.)
- Oxytenanthera Munro (1 sp.)
- Phuphanochloa Sungkaew & Teerawat. (1 sp.)
- Pseudobambusa T.Q.Nguyen (1 sp.)
- Pseudoxytenanthera Soderstr. & R.P.Ellis (5 spp.)
- Soejatmia K.M.Wong (1 sp.)
- Thyrsostachys Gamble (2 spp.)
- Vietnamosasa T.Q.Nguyen (3 spp.)
- Yersinochloa H.N.Nguyen & V.T.Tran (2 spp.)

### Filogenesi
La sottotribù Bambusinae, insieme ad alcune altre sottotribù della tribù Bambuseae (Dinochloinae, Greslaniinae, Hickeliinae, Holttumochloinae, Melocanninae, Racemobambosinae e Temburongiinae) è descritta all'interno del "clade paleotropicale" e, in base alle ultime ricerche, risulta "gruppo fratello" della sottotribù Holttumochloinae, che insieme alla sottotribù Temburongiinae probabilmente formano il "core" della tribù. Buona parte delle specie di questo gruppo sono esaploidi o superiori con una storia poliploide che coinvolge antenati che erano strettamente legati all'antenato delle Arundinarieae (la tribù "basale" della sottofamiglia Bambusoideae).
I caratteri morfologici più evidenti di questo gruppo sono:
- i nodi dei culmi non sono gonfi;
- i fiori sono disposti in spighette convenzionali (o eventualmente pseudospighette);
- le spighette sono disposte a grappolo, con ogni grappolo sotteso da alcune brattee;
- gli stami sono 6;
- lo stilo è unico o anche ridotto con 3 stigmi;

In questa sottotribù non sono presenti delle sinapomorfie a carattere generale (sono presenti solamente alcune sinapomorfie collegate a specifici generi - vedi più avanti).
Sinapomorfie relative ai singoli generi:
- Gigantochloa: i filamenti degli stami sono fusi insieme.
- Neomicrocalamus: le guaine delle lamine presentano una piccola estensione apicolare; l'apice delle lamine è apicolato.
- Oxytenanthera: le lodicule sono assenti; i filamenti degli stami sono fusi alla base.
- Pseudobambusa: la palea è più lunga del lemma.
- Pseudoxytenanthera: le lodicule sono assenti; i filamenti degli stami sono fusi alla base; a volte gli stigmi sono uno o due.
- Soejatmia: l'apice delle palee possiede due uncini sporgenti.
- Thyrsostachys: le palee dei fiori inferiori sono profondamente divise in due.

Il numero cromosomico delle specie di questo gruppo è 2n = 48, 70, 72.
All'interno della sottotribù sono state trovate delle prove per la monofilia di un gruppo di specie rampicanti (clade "BDG") con una complessa storia di apparente ibridazione nei generi Bambusa, Dendrocalamus, Gigantochloa, Maclurochloa, Soejatmia e Thyrsostachys. Altri botanici suggeriscono che Dendrocalamus con le specie di Gigantochloa e Oxytenanthera formano un ulteriore clade interno. I cladogrammi più recenti di vari Autori di questo gruppo non concordano in diversi punti. Diversi generi di questa sottotribù non sono monofiletici (Bambusa, Gigantochloa, Dendrocalamus e altri ancora) per cui sono necessari ulteriori studi per definire ulteriormente la struttura filogenetica delle Bambusinae.
Il clade "Paleotropicale" dei bambù legnosi (e quindi la sottotribù di questa voce) ha incominciato a diversificarsi (dal resto dei bambù) dai 25 ai 22 milioni di anni fa.